# Gramacks
 (novembre 2010).
Si vous disposez d'ouvrages ou d'articles de référence ou si vous connaissez des sites web de qualité traitant du thème abordé ici, merci de compléter l'article en donnant les références utiles à sa vérifiabilité et en les liant à la section « Notes et références ».
Gramacks est un groupe de calypso, reggae et cadence issu du village de Saint-Joseph, en Dominique, actif entre 1972 et 1985, puis refondé par l’un de ses membres, le célèbre artiste dominiquais Jeff Joseph, en 1997.

## Historique
Ce groupe réunit à sa fondation en 1972 plusieurs amis, étudiants pour les uns à la Dominica Grammar School, à la Saint Mary'Academy pour les autres. Sa tendance musicale rassemble à la fois du reggae, du calypso et de la cadence, ce qu'on appellera plus tard la cadence-lypso.
En 1985, le groupe se dissout, chacun s'installe de son côté, en Dominique pour certains, aux États-Unis pour les autres. Seul Jeff Joseph prendra la décision de refonder le groupe en 1997 avec de nouveaux membres : Gramacks New Generation.

## Musiciens
- Chant : Jefferson « Fonmi » Joseph
- Guitare Solo : Georges « Lanscot-Soul » Thomas
- Guitare : Anthony « Curvin » Serrant
- Basse : Anthony « Tepam » George
- Drums : Alon « Bolo » Rodney
- Clavier : Mc Donald « Mckie » Prosper
- Chant et percussions : Gillette « Zokazo » Casimir
- Trompette : Bill Patrick « Bwana » Thomas, de Trinidad
- Chant & chœurs : Antoine « Hippomène » Léauva, de Guadeloupe

## Discographie

### Gramacks
- Grammacks (En Quimbé on soucougnan)-1974
- Symbol of determination in Paris
- Tonton Bichot
- Gramacks international(Ou pa Bon)-1977
- Wooy midebar
- African connection(1984)
- Leurs derniers succès
- Gramacks and Hippomène
- Politik anthology(1981)
- La vie Disco(1975)
- Gramacks Présente Frère"Soul" (Georges Thomas)1978
- Gramacks et Anthony"Curvin" Serrant"Ti Gaçon ça la"(1979)
- Ka allez haut(1980)
- Paroles en bouche pas maître(1978)
- Roots Caribbean Rock
- The Gramacks featuring Jeff Joseph
- Pa ka gadé douvan(1987)
- Creole mix : maxi single
- Party party / Hot music : 2 titres
- Make you dance
- The Gramacks
- Gramacks 1974-1976
- The very best of
- Gramacks Best of
- Gramacks New Collector

### Gramacks new generation
- Gramacks New Generation
- Jeff Joseph and Gramacks New Generation
- Live
- Best of Gramacks New Generation Live
- Live à St Joseph
- Gramacks forever